# チャン＝フー (ミサイル駆逐艦)
|          |                                                                                               |
| 艦歴     |                                                                                               |
| 発注     | 1998年3月6日                                                                                  |
| 起工     | 2002年1月14日                                                                                 |
| 進水     | 2002年12月15日                                                                                |
| 就役     | 2004年9月18日                                                                                 |
| 退役     |                                                                                               |
| その後   |                                                                                               |
| 要目     |                                                                                               |
| 排水量   | 9,648 トン                                                                                    |
| 全長     | 155.3 m (509 ft 6in)                                                                          |
| 全幅     | 20.1 m (66 ft)                                                                                |
| 吃水     | 9.4 m (31 ft)                                                                                 |
| 機関     | COGAG方式                                                                                     |
| 機関     | LM 2500-30ガスタービンエンジン (27,000shp) ×4基                                               |
| 機関     | 可変ピッチプロペラ（5翔）×2軸                                                                 |
| 最大速   | 31ノット                                                                                      |
| 航続距離 | 4,400 海里（20ノット時）                                                                      |
| 乗員     | 士官、兵員 380名                                                                              |
| 兵装     | Mk.45 mod.4 5インチ単装砲 ×1基                                                                |
| 兵装     | Mk.38 25mm単装機関砲 ×2基                                                                     |
| 兵装     | Mk.15 20mmCIWS×1基                                                                            |
| 兵装     | M2 12.7mm機銃 ×4挺                                                                            |
| 兵装     | Mk.41 mod.15 VLS ×96セル - SM-2MR SAM - ESSM 短SAM - VLA SUM - トマホーク SLCM などを発射可能 |
| 兵装     | Mk.32 3連装短魚雷発射管×2基                                                                   |
| 艦載機   | MH-60R×2機搭載可能                                                                            |
| C4ISTAR  | AWS B/L 7 (Mk.99 GMFCS×3基)                                                                   |
| C4ISTAR  | AN/SQQ-89A(V)15                                                                               |
| センサ   | AN/SPY-1D(V) 多機能レーダー×4面                                                               |
| センサ   | AN/SPS-67 対水上レーダー×1基                                                                  |
| センサ   | AN/SQS-53C(V)1艦首装備ソナー                                                                  |
| 電子戦   | AN/SLQ-32(V)3 ESM/ECM装置                                                                     |
| 電子戦   | Mk 36 SRBOC デコイ発射機                                                                      |
| モットー | Imua e na Koa Kai - Go Forward Sea Warriors                                                   |

チャン＝フーまたはチャンフーン（英語: USS Chung-Hoon, DDG-93）は、アメリカ海軍のアーレイ・バーク級ミサイル駆逐艦の43番艦。艦名は海軍殊勲章を受章したゴードン・チャン＝フー海軍少将に因む。

## 艦歴
チャン＝フーの建造契約は1998年3月6日にノースロップ・グラマン・シップ・システムに発注された。2002年1月14日にミシシッピ州パスカグーラのインガルス造船所で起工し、2003年1月11日にホノルル在住のミッシェル・プナナ・チャン＝フー（チャン＝フーの姪）によって命名されて進水し、2004年9月18日に就役した。
チャン＝フーは太平洋艦隊に所属し、ハワイの真珠湾を母港とする。
2005年10月13日にチャン＝フーはパナマ船籍の商船C-ローレルの救難信号を受け救助に向かった。C-ローレルの船員で韓国人のキム・スンウォンは事故で手を切断した。チャン＝フーはキムをホノルルに運び、そこで緊急手術が行われたが手の接合は失敗した。キムは手術後に韓国に帰国した。
2009年3月12日、海南島沖合いにて中華人民共和国の調査船に進路妨害などされた音響測定艦「T-AGOS-23 インペッカブル」の護衛のため南シナ海に派遣される。
2023年1月5日には、台湾海峡が国際海峡であることを中国に示すため通過する任務を実施した。同年6月3日、台湾海峡を南から北へ再び通過し、この際、中国人民解放軍海軍の軍艦が進路前方を左から右へ最接近時の距離140メートルで横切る妨害行為を受け、同行していたカナダ海軍のフリゲート「モントリオール」がこの様子を撮影した。
2024年1月15日、米海軍は本艦をアップグレードする事を発表した。変更箇所はAN/SPY-6(V)4、ベースライン10、AN/ALQ-32(V)7 SEWIP BlockIII、冷却システムの追加である。